# Леш
Леш (рум. Leș) — село у повіті Біхор в Румунії. Входить до складу комуни Ножорід.
Село розташоване на відстані 434 км на північний захід від Бухареста, 13 км на південний захід від Ораді, 135 км на захід від Клуж-Напоки, 141 км на північ від Тімішоари.

## Населення
За даними перепису населення 2002 року у селі проживали 607 осіб.
Національний склад населення села:
| Національність | Кількість осіб | Відсоток |
| -------------- | -------------- | -------- |
| румуни         | 457            | 75,3%    |
| угорці         | 99             | 16,3%    |
| цигани         | 46             | 7,6%     |

Рідною мовою назвали:
| Мова      | Кількість осіб | Відсоток |
| --------- | -------------- | -------- |
| румунська | 468            | 77,1%    |
| угорська  | 96             | 15,8%    |
| циганська | 42             | 6,9%     |